# 羊祉
羊祉（458年—516年3月30日），字灵祐，泰山郡梁父县（今山东省新泰市）人，北魏时期官员，历任益州、梁州、秦州刺史。任益州刺史时，重新开通关中通往汉中的褒斜道，他性格刚愎，精通刑法。为官期间侵盗公资，私营居宅，天性酷忍，又不清洁。多次被人弹劾罢官。名列《魏书·酷吏传》。他和他妻子崔神妃的墓志1964年出土于山东省新泰县天宝镇。

## 家世
《魏书》上载羊祉为晋太仆卿羊琇之六世孙，而其侄羊烈墓志则载“晋甘露亭侯琇，即公九世祖”，则羊祉应为羊琇八世孙。曾祖羊哲，济南相。祖父名未知，父羊规之，南朝宋官任城令。北魏太武帝拓跋焘攻打南朝宋，至山东邹山时，羊规之与鲁郡太守崔邪利及其它属县县令徐通、爱猛之等，一起投降北魏，羊规之赐爵钜平子，拜雁门郡太守（营州刺史）

## 生平
羊祉16岁时丧父，袭爵钜平子，加振武将军。北魏孝文帝太和中，李冲开辅国大将军府，为司空令辅国长史。寻加建威将军，除征西大将军司马。太和六年，任统军，随孝文帝征讨襄樊。后因侵吞财物，用以私营居宅，被有司查处判处死刑，孝文帝饶恕了他。
北魏宣武帝景明初年，为将作都将，加左军将军。景明四年（503年）正月，持节为梁州军司，与行梁州事杨椿一起征讨反叛的武兴氐杨会。五月，杨椿、羊祉大破反氐，斩首数千级。寻兼给事黄门侍郎，权行鲁阳郡事。
正始二年（505年），北魏再次讨伐反叛的仇池氐、武兴氐，以羊祉假节、龙骧将军、益州刺史，以蜀道难行，派遣左校令贾三德，率领劳工一万人，石匠百人，重新开通褒斜道。治道之役自正始四年（507年）十月兴工，迄永平二年（509年）二月告成，共历时两年半。《石门铭》摩崖记述了改道重修的经过。
羊祉后又以本将军为秦、梁二州刺史，加征虏将军，以母老辞职，宣武帝降手诏云：“卿绥抚有年，声实兼著，安边宁境，实称朝望。”。坐掠入为奴婢，为御史中尉王显弹劾免官。延昌三年，北魏以司徒高肇为大将军、平蜀大都督，步骑十万西伐。羊祉复被任命为光禄大夫、假平南将军，持节领步骑三万为先锋赴涪城，益州刺史傅竖眼出巴北，安西将军奚康生出绵竹，抚军将军甄琛出剑阁。未逾月，宣武帝驾崩，北魏班师退兵。回军途中，因夜里行军迷路，羊祉便斩队副杨明达，枭首路侧。再次被御史中尉元昭弹劾，后以北魏孝明帝元诩登基继位，大赦天下而赦免。后加平北将军，未上任而卒。墓志载：“春秋五十九，熙平元年正月二日己巳（516年2月19日）遘疾，二月十二日己酉（516年3月30日）薨于雒阳徽文里舍。赠安东将军、兖州刺史。迁镇军将军，谥曰景。以其年十一月甲子朔廿日癸酉，葬太山郡梁父县卢乡〇里徂徕山左。
羊祉为官时，不惮强权，朝廷以为刚断，时有检覆，每令出使。他好慕名利，颇为深文，所经之处，人号“天狗下”。他以将军之职驾临州县时，对百姓并无恩润，兵民均患其严厉暴虐。

## 家族

### 父母
- 羊规之，北魏营州刺史[1]
- 清河崔氏[1]

### 兄弟姐妹
- 羊灵引，冀州长史，赠平东将军、兖州刺史，谥号威[1]
- 羊灵宝，州主簿、某州刺史，夫人清河崔氏[1]
- 羊灵珍，州别驾，夫人清河崔氏，冀州刺史崔乌头之女[1]

### 夫人
- 崔神妃，东汉扶风郡太守崔霸九世孙，刘宋东安郡太守崔道林孙女，南齐度支尚书、南梁光禄大夫、新亭刚侯崔平仲之女，虚龄十五岁嫁给羊祉，正光五年秋九月廿九日（524年11月10日）因为第四子羊和去世而伤痛染病，正光六年太岁乙巳春三月乙巳朔廿五日己巳（525年5月2日）在洛阳徽文里住宅中去世，虚岁六十六，孝昌元年八月癸酉朔卅日壬寅（525年10月2日）合葬于泰山郡梁父县祖徕山以南羊祉墓旁[1]

### 子女
- 羊燮，长子，北魏镇东将军府司马，夫人魏郡申氏，刘宋虎贲中郎将申恒安之女[2]
- 羊深，次子，熙平元年虚岁四十一，夫人清河崔氏[2]
- 羊默，三子[2]
- 羊和，四子，熙平元年虚岁三十七，太尉墨曹参军，夫人安定皇甫氏，南梁中散大夫皇甫某之女[2][3]
- 羊俭，熙平元年虚岁二十五，口口口口侍郎，夫人某氏，羊俭三姑之女[2]
- 羊侃，七子，熙平元年虚岁二十一，夫人安定皇甫氏，平凉郡太守皇甫冲之女[2]
- 羊允[2]
- 羊忱[2]
- 羊给[2]
- 羊元[2]
- 羊□姿，熙平元年虚岁四十，嫁河北河东二郡太守天水赵令胜[2]
- 羊显姿，早亡[2]
- 羊景姿，熙平元年虚岁三十，嫁州主簿荧阳郑松年，通直散骑常侍郑长猷之子[2]
- 羊华姿，熙平元年虚岁二十三[2]
- 羊淑姿，熙平元年虚岁二十二[2]

### 孙子女
- 羊伯□，羊燮之女，熙平元年虚岁五岁[2]
- 羊敩，字子尚，羊深之子，熙平元年虚岁二十三[2][3]
- 羊恭，字子□，羊深之子，熙平元年虚岁四岁[2]
- 羊仲猗，羊深之女，熙平元年虚岁十三[2]
- 羊植，字子建，羊默之子，熙平元年虚岁十四[2]
- 羊汉□，羊默之女，熙平元年虚岁十一[2]
- 羊桢，字子□，羊和之子，熙平元年虚岁八岁[2]
- 羊□，字子□，羊和之子，熙平元年虚岁三岁[2][3]
- 羊钟，字子□，羊和之子，熙平元年虚岁二岁[2][3]
- 羊汉□，羊和之女[2][3]
- 羊劭，字子将，羊俭之子[2]
- 羊荆，字子玉，羊俭之子，熙平元年虚岁一岁[2]
- 羊□珪，羊俭之女[2][3]
- 羊□君，羊俭之女，熙平元年虚岁三岁[2]

## 延伸阅读
[在维基数据编辑]
 《魏書·卷89》，出自魏收《魏书》
 《北史·卷039》，出自李延壽《北史》